# 王爱玲
王爱玲（1978年11月2日—），是以新加坡为基地的马来西亚女演员。

## 电视剧
- 2002年《已子当归》
- 2003年《2046》
- 2004年《七月份的发红》
- 2004年《完美女人》
- 2004年《改变车道》
- 2005年《一个充满希望的生活》
- 2005年《爱情礼宾》
- 2005年《生命线》
- 2006年《刑警2人组》
- 2006年《蓝色仙人掌》
- 2006年《凡人琐事》
- 2006年《迷云二十天》
- 2006年《钻石情缘》
- 2007年《天堂鸟》
- 2007年《生命线II》
- 2007年《宝家卫国》
- 2007年《变态》
- 2007年《黄金路》
- 2008年《都市恋人的追逐》
- 2008年《一房半厅一水缸》
- 2008年《不凡的爱》
- 2009年《美食厨师男》
- 2009年《家在半山芭》
- 2010年《最火搭档》
- 2013年《一次就爱对3》
- 2014年《千门八将》
- 2014年《一次就爱对4》

## 电视电影
- 2013年《聚宝盆》
- 2013年《夺命游戏2》
- 2014年《忆起回家》

## 电影
- 2018年《大大哒》
- 2022年《姜味关系》
- 2023年《真爱好妈》

## 节目主持
- 2013年 聆听世界(跟Kyo庄仲维一起主持)
- 2014年 聆听世界2(跟Lawrence王冠逸一起主持)